# Comuna Serbo-Slobidka, Iemilciîne
Serbo-Slobidka (în ucraineană Сербо-Слобідська сільська рада) este o comună în raionul Iemilciîne, regiunea Jîtomîr, Ucraina, formată din satele Iablunivka și Serbo-Slobidka (reședința).

## Demografie
Componența lingvistică a comunei Serbo-Slobidka
     Ucraineană (98,88%)
     Rusă (1,01%)
Conform recensământului din 2001, majoritatea populației comunei Serbo-Slobidka era vorbitoare de ucraineană (98,88%), existând în minoritate și vorbitori de rusă (1,01%).